# Im Graben (Gemeinde Bad Leonfelden)
Im Graben ist eine Rotte in der Stadtgemeinde Bad Leonfelden im Mühlviertel in Oberösterreich.

## Geographie
Die Rotte liegt im Flusstal der Großen Rodl im Leonfeldner Hochland. Sie gehört zur Ortschaft Unterstiftung, zur Katastralgemeinde Stiftung bei Leonfelden und zum Zählsprengel Bad Leonfelden-Umgebung.
Südlich von Im Graben erstreckt sich die Ökofläche Magerwiese in Bad Leonfelden. Es handelt sich um eine gut strukturierte Wiesenknopf-Wiese, in der Schwarzwurzeln und das Breitblättrige Knabenkraut gedeihen und in der Reste von Bürstlingsrasen vorhanden sind.

## Geschichte
Im Josephinischen Lagebuch von 1787 wurden das Gebäude mit der heutigen Adresse Unterstiftung 29 als Schusterhäusl und das Gebäude mit der heutigen Adresse Unterstiftung 30 als Obermühle erwähnt.